# Hall (constructor)
 Hall  va ser un constructor estatunidenc de cotxes de competició.
Hall va competir al campionat del món de la Fórmula 1 a 1 sola temporada, la de l'any 1951.
Va disputar només la cursa del Gran Premi d'Indianapolis 500, no competint a cap més prova del campionat del món de la F1.

## Resultats a la F1
| Temporada | Pilot       | G. Sortida | Classificació | Punts | Retirada   | Resultats |
| --------- | ----------- | ---------- | ------------- | ----- | ---------- | --------- |
| 1951      | Bill Mackey | 33         | 19            |       | Embragatge | Resultats |

## Palmarès a la F1
- Curses: 1
- Victòries: 0
- Podiums: 0
- Punts: 0